# Ohrady
Ohrady (in ungherese Csallóközkürt) è un comune della Slovacchia facente parte del distretto di Dunajská Streda, nella regione di Trnava.